# Canzone for voice and piano
Canzone for voice and piano was het verplicht werk van de componist Wim Henderickx voor de Koningin Elisabethwedstrijd 2008 (voor zang). Alle deelnemende stemtypes (sopraan, mezzosopraan, alt, tenor, bariton en bas) moesten dit werk instuderen.

## Geschiedenis
Voor de halve finale van de Koningin Elisabethwedstrijd dient iedere deelnemer een verplicht werk uit te voeren dat in opdracht van de wedstrijd wordt gecomponeerd. Voor de wedstrijd van 2008 componeerde de Belg Wim Henderickx in 2007 dit lied. Het is gebaseerd op een gedicht van Francesco Petrarca. De première had plaats op 12 mei 2008.

### Uitgave
Canzone for voice and piano werd in 2008 uitgegeven door CeBeDem te Brussel. De partituur kent tien genummerde pagina's die zijn geniet in een omslag.